# Liceo Instituto Batlle y Ordóñez
El Instituto Batlle y Ordóñez es un liceo de educación secundaria uruguayo, ubicado en Camino Castro 711, Paso de las Duranas, Montevideo, numerado 36 dentro del dominio público. 

## Historia
Para hablar del Instituto Batlle y Ordóñez, debemos remontarnos hacia el 17 de mayo de 1912, con la instalación de la Sección de Enseñanza Secundaria Femenina de la Universidad de la República (en aquel entonces la educación secundaria regida por Universidad) más conocida popularmente como la Universidad de Mujeres, encargada de impartir la enseñanza secundaria básica y media para mujeres. 

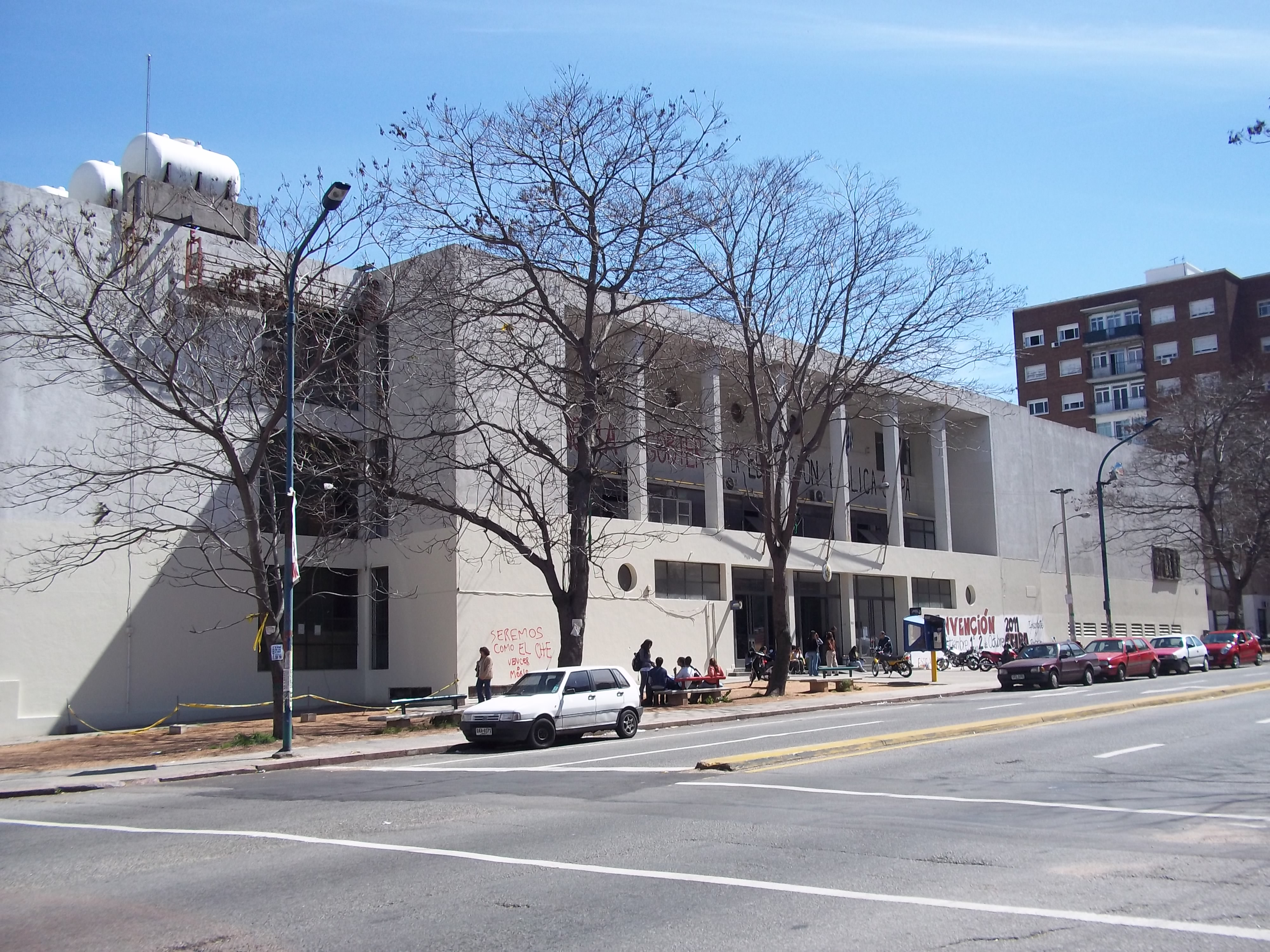
Edificio construido en 1939 como Universidad de Mujeres, desde los años ochenta alberga al Instituto de Profesores Artigas.

El 31 de julio de 1939, fue inaugurado el  sobre la entonces Diagonal Agraciada, en el barrio de la Aguada el edificio diseñado por el por el arquitecto Octavio de los Campos como sede de dicha institución. En diciembre de 1944, la institución recibió la denominación de Instituto Batlle y Ordóñez, homenajeando a quien fuera presidente de la República, e impulsor de la ley de creación del instituto. Ese mismo año, Alicia Goyena asume como directora, cargo que ocuparía hasta 1979.
En los primeros años se inscribieron 66 estudiantes, y hacia 1962 concurrían 2035 alumnas en la Sección Secundaria y 982 en los Cursos Preparatorios.
En 1979, la entonces Sección Femenina es disuelta, y su directora, Alicia Goyena es destituida por el régimen militar. Posteriormente, el edificio que hasta ahora ocupaba dicha institución, se convertiría en el Instituto Nacional de Docencia, albergando al entonces Instituto Normal N°1, al Instituto de Profesores Artigas y al Instituto Magisterial Superior. 
Tiempo después y con el advenimiento de la democracia,  el Instituto Batlle y Ordóñez, se trasladaría a una nueva sede, en el barrio Paso de las Duranas de Montevideo y se convertiría en un centro de enseñanza secundaria mixta. Dependiendo del Consejo de Educación Secundaria de la Administración Nacional de Educación Pública.

## Centenario
El 17 de mayo de 2013 fue conmemorado el centenario de su creación, en donde distintas autoridades nacionales, antiguos y actuales estudiantes participaron de la celebración. Con motivo del festejo, fue inaugurado el Museo de Química y se presentó la obra teatral de Richard Sejas, que celebra los 100 años de vida de la institución.